# Mofo (canção)
"Mofo" é uma canção da banda U2. É a terceira faixa e quinto single do álbum Pop, sendo lançado como single em 8 de dezembro de 1997. A canção fala sobre a mãe de Bono, que morreu quando ele tinha 14 anos de idade. Outras canções que Bono escreveu sobre a mãe foram "Lemon", "I Will Follow" e "Tomorrow".
A banda de música eletrônica Underworld gravou uma versão remix de "Mofo", entretanto, nunca foi lançada.

## Faixas
| N.º | Título                                             | Duração |  |
| 1.  | "Mofo"                                             | 5:46    |  |
| 2.  | "Mofo" (Phunk Phorce Mix)                          | 8:43    |  |
| 3.  | "If God Will Send His Angels" (The Grand Jury Mix) | 5:40    |  |
| 4.  | "Mofo" (Mother's Mix)                              | 8:56    |  |